# サン＝シモン主義

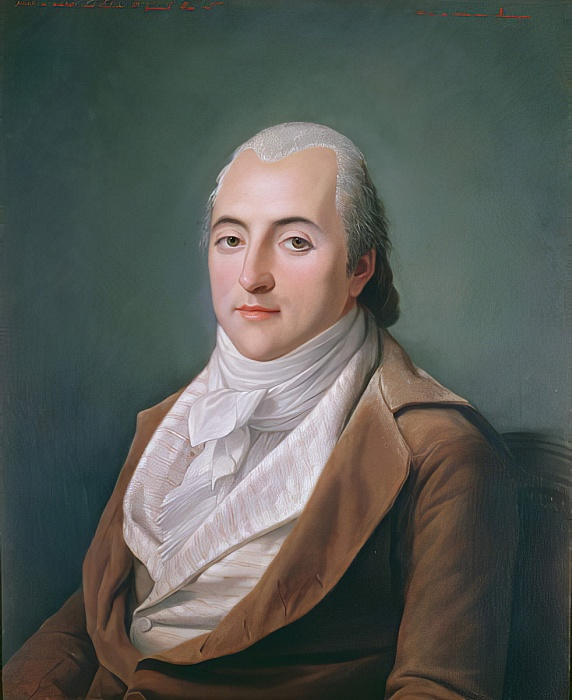
アンリ・ド・サン＝シモン。

サン=シモン主義（サン=シモンしゅぎ）は、もともとその名前の由来となったアンリ・ド・サン＝シモン（1760-1825）の社会経済的および政治的教義に基づいた思想的潮流。
この考えは、特に産業主義（進歩につながる信仰、機械への信頼、幸福、自由、解放の条件が道徳的な産業にあるという確信）  による普遍的な報酬の概念に基づいている。この考えはいろいろな著作に分散して書かれており、新キリスト教（1825年に彼の死で出版された未完成の作品）の中で要約されている。彼の死後、弟子たちによってしばしば再編成され、最終的にフランスにおける産業革命と産業社会の発展期に決定的な影響を及ぼした 。
オーギュスト・コントのような数名のサン=シモン主義者が確立した前提によれば、18世紀と19世紀の革命と戦争に終止符を打ち、神学的・封建的な時代から実定的・産業的な時代へと移行することが問題とされていた。新しい神学に言及しているサン=シモンにとっては、むしろそれは「生まれによる貴族」から「才能による貴族」へ立ち戻るという問題だった。そこで彼は、社会の変革を提案し、最も有能なメンバー（実業家、科学者、芸術家、知識人、技術者...）が、連帯、企業精神、一般利益、自由と平和が君臨する繁栄した国にするために、フランスを可能な限り有益な形で運営するという任務を担う友愛社会を提唱した。
その主要な代表者の一人であるバルテルミ＝プロスペル・アンファンタンの影響を受けて、この教義は、最初に適用された時（1830年頃）には、「教会」の形をとっていた · 。この神秘的な形態により信用を失った後、サン=シモン派の思想は、「人による人の搾取」を「協同による地球の搾取（開発）」に置き換えるという有名な公式により再びとらえ直された。